# Guido Bona
Guido Bona (Pralongo, 11 settembre 1936) è un ex calciatore e allenatore di calcio italiano, di ruolo attaccante.

## Carriera
Gioca dal 1957 al 1959 due stagioni in Serie A con la maglia del Padova, totalizzando complessivamente 4 presenze in massima serie. Prosegue quindi la carriera in Serie C nelle file di Pisa e Siena.